# Brompyrogallolrot
Brompyrogallolrot ist ein Triphenylmethanfarbstoff und gehört zur Gruppe der Sulfonphthaleine. Es eignet sich zum Nachweis diverser Metalle.

## Eigenschaften und Verwendung
Brompyrogallolrot eignet sich zur komplexometrischen Bestimmung vieler Metalle, darunter Blei, Niob, Zinn, Kupfer, Cobalt, Nickel, Antimon, Thorium, Wolfram und Zirconium.